# Vișeu de Jos
Vișeu de Jos (in ungherese Alsóvisó, in tedesco Unterwischau) è un comune della Romania di 5 509 abitanti, ubicato nel distretto di Maramureș, nella regione storica della Transilvania.